# Trittame mccolli
Trittame mccolli is een spinnensoort uit de familie Barychelidae. De soort komt voor in Queensland.